# Teater Bhopa
Teater Bhopa var en fri teatergrupp i Göteborg, bildad 1995 genom en utbrytning ur teatergruppen Teater Bastard. Drivande krafter var bland andra regissören Alexander Öberg, scenografen Karin Dahlström och ljussättaren Niklas Eriksson. I den konstnärliga ledningen satt Pär Luttropp, Johan Holmberg, Birte Niederhaus, Malin Redvall, Anna Ulén, Olof Lindqvist, Ethel Andersson, Eva Lindberg. Teatern styrdes genom demokratiska beslut i den konstnärliga ledningen.
Teater Bhopa fick Sten A Olssons kulturstipendium 1998.
Teatern lade ner sin verksamhet 2006, då man ansåg att det inte gick att bedriva verksamheten vidare i den omfattning man ville med de verksamhetsbidrag man fick.

## Skådespelare som verkat på teatern (i urval)
- Per Graffman
- Johan Holmberg
- Fredrik Egerstrand
- Anna Ulén
- Muschi Niederhaus
- Christian Fiedler
- Torkel Petersson
- Åsa Persson
- Mikaela Ramel
- Pär Luttropp
- Anna Wallander
- Hugo Emretsson
- Anna Lyons
- Harry Goldstein
- Åsa-Lena Hjelm
- Mats Blomgren
- Anders Granell
- Karin Stigsdotter
- Lars Melin
- Mia Höglund-Melin

## Föreställningar genom åren
- Det gudomliga kriget - 1996
- Morfars stuga - 1996
- Johnny var en ung soldat -1997
- Räven - 1997
- P - 1998
- Världens sorgligaste föreställning - 1998
- Eréndira - 1999
- Horisonten är här - 1999
- Marsipanmage - 2000
- Fågelöversten - 2000
- Palme dör innan paus - 2001
- Spindelmannen - 2001
- Luften andra inandas - 2002
- Motljus - 2002
- Det stora samlaget - 2003
- Döden är inget för mig - 2004
- Pissungen - 2004
- Design & Terrorism - 2005
- Samlarna - 2005
- Oh, my God! - 2006